# The Soul Brothers
The Soul Brothers waren die Hausband von Coxsone Dodd und seinem jamaikanischen Plattenlabel Studio One. Die Begleitband aus Allstars entstand infolge der Auflösung der Skatalites im August 1965 und hieß nacheinander Roland Alphonso & The Soul Brothers (1965–67), The Soul Vendors (1967–68) und Sound Dimension[s] (1968–1979).

## Geschichte

### The Soul Brothers
Nachdem der Posaunist Don Drummond am Neujahrstag 1965 wegen Mordes an seiner Freundin festgenommen und später strafrechtlich verfolgt worden war, zerfielen die Skatalites in zwei Kapellen: Tommy McCook & The Supersonics und Roland Alphonso & the Soul Brothers. Während Tommy McCook mit seiner Band zum konkurrierenden Produzenten Duke Reid wechselte, blieben Roland Alphonso, Jackie Mittoo, Johnny „Dizzy“ Moor und Lloyd Brevett der Hausband von Studio One erhalten. Unter wechselnden Bezeichnungen wie „R. Alphonso & His Soul Bros.“, „The Soul Bro’s“ oder „The Soul Brothers Orchestra“ spielte die Studioband eigene Singles ein oder unterstützte (wie zuvor schon die Skatalites) Musiker wie Bob Marley & The Wailers bei ihren Aufnahmen. Zusammen mit den Wailers entstanden die Singles Train To Ska-Ville / I Made A Mistake, Ska Jerk / I’m Still Waiting und Bend Down Low / Freedom Time.
Der Musikstil der Soul Brothers (deutsch „Die Seelenverwandten“) ähnelte anfangs dem der Skatalites, entwickelte sich jedoch bald in Richtung einer verlangsamten, souligen Version des Ska, die ab 1967 als Rocksteady bekannt wurde. Der Hauptunterschied zwischen dem Sound der Skatalites und dem der Soul Brothers war die zunehmende Elektrifizierung der Instrumente, hörbar an Jackie Mittoos E-Orgel sowie E-Gitarre und E-Bass.

### The Soul Vendors
Im Jahr 1967 plante Coxsone Dodd eine Tour mit Musikern seines Labels durch England. Neben den Sängern Alton Ellis, Ken Boothe und Owen Gray nahm er die Begleitmusiker Roland Alphonso, Jackie Mittoo, Johnny Moore, Lloyd Brevett, Bunny Williams und Errol Walters mit auf Tournee. Die zusammengestellte Gruppe erhielt den ironischen Namen The Soul Vendors (deutsch „Die Seelenverkäufer“) und trat auch als eigenständige Band in Erscheinung. Das bedeutete gleichzeitig das Ende der Soul Brothers. Zusammen mit den Soul Vendors entstanden in England die Aufnahmen zu Jackie Mittoos Debütalbum Jackie Mittoo in London. Eine weitere Langspielplatte jener Phase war das Album Alton Ellis Sings Rock and Soul.

### Sound Dimension[s]
Von der England-Tournee 1967 brachte sich Gitarrist Eric Frater ein Effektgerät der Marke Arbiter Soundimension mit, eine analoge Echobox. Der psychedelische Sound der Echobox beeinflusste und prägte den Klang der Band so nachhaltig, dass man sich 1968 unter der Leitung von Leroy Sibbles in Sound Dimension umbenannte. Ein neuer Name war auch notwendig geworden, da sich die vormaligen Bandleader Jackie Mittoo und Roland Alphonso zurückgezogen hatten und auf ihre Solokarriere konzentrierten. Das bekannteste Stück der Sound Dimension wurde Real Rock von 1968, das sich zu einem der populärsten Riddims jamaikanischer Volksmusik entwickelte und u. a. von Augustus Pablo (Rocker’s Rock), Dennis Brown (Stop the Fussing & Fighting) und Willie Williams (Armagideon Time) verwendet wurde. Ursprünglich war die Aufnahme noch unter dem Bandnamen Soul Vendors auf Singles erschienen (Coxsone Records: CS1026 & CS7057). Die Schreibweise der Studioband auf den Plattenlabeln änderte sich häufig, mal Sound Dimention, mal Sound Dimensions oder auch Soundemension Band.

## Diskografie (Auswahl)

### The Soul Brothers
- 1965 R. Alphonso & His Soul Bros. / King Perry: Provocation / Pussy Galore (Studio One ST 713/714)
- 1965 The Soul Bro’s / The Wailers: Train To Ska-Ville / I Made a Mistake (7″, 45 rpm, Single)
- 1965 Bob Marley & The Wailers / The Soul Brothers Orchestra: Ska Jerk / I’m Still Waiting (7″, 45 rpm, Single)
- 1965 The Wailing Wailers … accompanied by The Soul Brothers (Studio One, S1001)
- 1967 The Soul Bros.: Hot Shot (Studio One SOLP 112)
- 2023 Jackie Mittoo & The Soul Brothers: Last Train to Skaville (Soul Jazz Records)

### The Soul Vendors
- 1967 Alton Ellis Sings Rock and Soul (Coxsone Records CSL 8008)[10]
- 1967 Jackie Mittoo in London (Coxsone Records CSL 8009)
- 1967 The Soul Vendors: On Tour (Coxsone Records CSL 8010)
- 1967 Joe Higgs/The Soul Vendors: Change of Plan / Rocking Sweet Pea (Muzik City; Promo only 7″)
- 1967 The Heptones/The Soul Vendors: If You Knew / Whip Time (Coxsone Records CS 1007)
- 1967 Righteous Flames/Roy Richards & Soul Vendors: You Don’t Know / Summertime (Coxsone Records CS 7061)
- 1968 Jackie Mittoo & The Soul Vendors: Evening Time (Coxsone Records CSL 8012)[11]
- 1968 Al Campbell & The Thrillers/The Soul Vendors: Don’t Run Away / Real Rock (Coxsone CS 1026)
- 1968 The Soul Vendors/The Heptones: Whipping the Prince / If You Knew (Coxsone CS 7038)
- 1968 The Soul Vendors/Jackie Mittoo: Chinese Chicken / Put It On (Muzik City)
- 1968 The Soul Vendors/Righteous Homes: To Sir with Love / Seven Letters (Muzik City)
- 1968 Alton Ellis/The Soul Vendors: I’m Just a Guy / Just a Bit of Soul (Studio 1 SO-3045)
- 1968 The Gaylads/The Soul Vendors: Pecular Man / A Darker Shade of Black (Studio 1 SO-3048)
- 1968 Cannon & The Soul Vendors: Bad Treatment

### Sound Dimension[s]
- 1968 Sound Dimension: Real Rock (7″, 45 rpm, Single)
- 1969 Sound Dimensions/Lennie Hibbert: More Scorchia / Village Soul (Coxsone CS 7093)
- 1969 Ken Boothe/Sound Dimention: Be Yourself / Rathid
- 1972 Horace Andy: Skylarking (Studio One SOL 1116)
- 1974 Alexander Henry/Soundemension Band: Please Be True (7″, 45 rpm, Single)
- 2006 Sound Dimension: Jamaica Soul Shake Vol. 1 (Soul Jazz Records SJR CD 127)
- 2008 Sound Dimension: Mojo Rocksteady Beat (Soul Jazz Records SJR CD 173)

## Rezeption
Der deutsche Musiker Andreas Dorau verwendete den Riddim Death in the Arena von Roland Alphonso & The Soul Vendors als Grundlage für seinen Track Meine Lieder.